# Hans Jörg Hofmann
Hans Jörg Hofmann (* 3. Oktober 1936 in Kiel; † 19. Mai 2010 in Montreal) war ein deutschstämmiger kanadischer Paläontologe, der sich insbesondere mit Mikrofossilien des Präkambriums befasste.
Hofmann zog von Deutschland nach Kanada und studierte Geologie an der McGill University, wo er 1958 seinen Bachelor und 1959 seinen Master-Abschluss machte und 1962 bei Thomas Henry Clark (1893–1996) promoviert wurde. Als Post-Doktorand war er drei Jahre an der University of Cincinnati und arbeitete danach für den Geological Survey of Canada. Von 1969 bis 2000 war er Professor an der Universität Montreal. Danach war er Wissenschaftler im Redpath-Museum und Adjunct Professor an der McGill University.
1995 erhielt er die Willet G. Miller Medal der Royal Society of Canada, die ihn 2002 zudem als Mitglied aufnahm, und 2002 die Charles Doolittle Walcott Medal der National Academy of Sciences. In der Laudatio wurden seine Pionierleistungen in der Entdeckung von Fossilien, die die Frühzeit des Lebens beleuchteten erwähnt, von Stromatolithen des Archaikums und Cyanobakterien des Proterozoikums bis zum Aufstieg multizellularer Organismen. Zur Untersuchung wandte er auch Computermethoden zum Beispiel in der Bilderkennung und in der Rekonstruktion an. Er untersuchte die Paläoökologie präkambrischer Mikrofossilien und ihre Verwendung in der Stratigraphie und verfolgte die Aufklärung zweifelhafter Fossilreste (Dubiofossilien).